# Saint-Alban-des-Villards
Saint-Alban-des-Villards este o comună în departamentul Savoie din sud-estul Franței. În 2009 avea o populație de 89 de locuitori.

## Evoluția populației
| An        | 1975 | 1982 | 1990 | 1999 | 2006 | 2009 |
| --------- | ---- | ---- | ---- | ---- | ---- | ---- |
| Populație | 79   | 72   | 64   | 52   | 64   | 89   |